# 重枝琢巳
重枝 琢巳（しげえだ たくみ、1917年2月21日 - 2009年2月18日）は、昭和から平成時代の労働運動家。全日本労働総同盟（同盟）書記長。

## 経歴
山口県生まれ。1943年九州帝国大学法文学部経済学科卒業。九大では波多野鼎に師事。1946年三井化学工業に入社。同年日本労働組合総同盟（総同盟）九州連合会執行委員。1948年日本炭鉱労働組合連合会（炭労）事務局長。1951年9月加藤閲男、星加要、古賀専らと民主労働運動研究会（民労研）を結成、同会幹事。同年12月民主社会主義連盟（民社連）評議員。1953年2月全国民主主義労働運動連絡協議会（民労連）幹事。1954年全国石炭鉱業労働組合（全炭鉱）書記長兼総同盟副会長。1955年総同盟主事。1958年全炭鉱委員長兼総同盟副会長。1959年全日本労働組合会議（全労会議）副議長。三井三池争議では第二組合を結成。1960年1月民社党中央執行委員。同年11月の第29回衆議院議員総選挙に東京都第5区から民社党公認で出馬したが落選。1964年全日本労働総同盟（同盟）副会長。1968年から1972年同盟書記長。
同盟書記長退任後は、同盟顧問、友愛会議顧問、全炭鉱顧問、民主社会主義研究会議（民社研）常任理事、中京大学教授（1986年4月～1991年3月）を務めた。その他、全国労組生産性企画実践委員会委員（1959～1963年度）、労働問題懇話会代表幹事なども務めた。2000年12月時点で「昭和の日」推進ネット代表委員。1989年に秋の叙勲で勲二等瑞宝章。

## 著書
- 『労働運動――二十一世紀へジャンプ』（編、民主社会主義研究会議［民社研叢書］、1988年）
- 『労働運動・温故知新』（民主社会主義研究会議［民社研叢書］、1989年）
- 『二十一世紀のくらし――連帯と友愛の社会づくりとその課題』（編、民主社会主義研究会議［民社研叢書］、1993年）
- 『万感千語――あのとき・このとき』（民社党機関紙局、1993年）
- 『労働運動家 重枝琢巳の仕事』（生産性出版、2004年）